# Oiapoque (tiểu vùng)
Oiapoque là một tiểu vùng thuộc bang Amapá, Brasil. Tiều vùng này có diện tích 36894 km², dân số năm 2007 là 19623 người.